# Johan Asherton
 (janvier 2025).
Si vous disposez d'ouvrages ou d'articles de référence ou si vous connaissez des sites web de qualité traitant du thème abordé ici, merci de compléter l'article en donnant les références utiles à sa vérifiabilité et en les liant à la section « Notes et références ».
Johan Asherton, né le 3 janvier 1958, est un auteur-compositeur-interprète français évoluant dans un univers musical dominé par le folk. Ancien leader des Froggies, il poursuit une carrière en solo depuis 1988.

## Biographie
Johan Asherton naît en 1958. Ses parents sont tous les deux musiciens classiques. Enfant, il apprend le violon, puis le piano. Mais c’est en découvrant Jimi Hendrix en 1970 que va naître sa fascination pour la guitare électrique et la musique pop en général.
Au cours des années 1970, il connaît diverses expériences musicales en jouant au sein de quelques groupes de rock. C’est à cette époque qu’il découvre entre autres Marc Bolan & T. Rex, Bob Dylan, Johnny Winter ou encore Rory Gallagher, qui auront une influence majeure sur lui.
En 1981, Johan Asherton enregistre un premier single, Harlequin, puis forme The Froggies, groupe de rock garage-punk dont il sera le leader (chant et guitare). Suivront deux albums des Froggies, Hour Of The Froggies en 1984, puis Get Frogg’d, en 1985. En 1987, il rejoint le groupe Liquid Gang (blues) avec lequel il enregistre l’album Showdown.
Au milieu des années 1980, Johan Asherton connaît une période de flottement. C’est là qu’il découvre (ou redécouvre) peu à peu la musique folk des années 1960 et 70, à travers des artistes comme Townes Van Zandt (qu'il rencontrera en 1992 et à qui il dédie la chanson Ode to Townes), Bob Dylan, Leonard Cohen, Tim Hardin, David Blue, Donovan, Nikki Sudden, et surtout Nick Drake, artiste au destin tragique, qui le hantera pour toujours. Il s’immerge totalement dans cet univers folk où il puise toute son inspiration. Il abandonne peu à peu la guitare électrique pour s’orienter exclusivement vers la guitare acoustique qui devient son instrument de prédilection.
En 1988, Johan Asherton sort ainsi son premier album solo, God’s Clown, une réussite à tous points de vue, dans une veine résolument folk, sur lequel figure notamment le titre Phantom. L'année suivante sort Precious, auquel participent Nikki Sudden et Dominique Laboubée (Dogs).
En 1993 paraît The Night Forlorn, auquel participent John Greaves et Pip Pyle. On y trouve des titres phares de Johan Asherton, comme Truly Continental Blue ou The Smiles Of Yesterday.
En 1995, il sort The Moon, Soon, son album le plus épuré, le plus sombre, le plus intimiste, dans lequel il rend hommage à Nick Drake.
Avec Under The Weather en 1996, il revient à une instrumentation plus riche et des titres plus rythmés comme « Offender ».
En 1998, il sort Bluesology, proposant des compositions qui lui ont été inspirées par Bert Jansch, Davy Graham, ou encore Wizz Jones.
Il ouvre les années 2000 avec Trystero’s Empire, certainement son album le plus éclectique, avec notamment les titres High Above The City ou Master Of Strokes. On retrouve sur cet album des musiciens tel que Jef Aérosol.
En 2005, arrive Amber Songs, que beaucoup considèrent comme son meilleur album, et que la critique n’hésitera pas à classer dans les meilleurs disques de folk toutes époques confondues.
Entre ses propres albums, Johan Asherton a participé à d’autres projets musicaux : hommages à Dominique Laboubée, Nikki Sudden ;  participation avec la chanteuse Charlotte Greig à l'anthologie de folk anglais John Barleycorn Reborn ; apparitions sur les albums de Stéphane Dambry, Hervé GraIl et Ginger Ale. Il consacre aussi une partie de son temps à l’écriture de recueils de poèmes. Il est également l’auteur d’une biographie de Marc Bolan & T. Rex, dont il a sorti un album de reprises, Cosmic Dancer: A Tribute To Marc Bolan, en septembre 2007.
En mai 2009, parait Live At Cinema Jean Vigo, album live enregistré le 7 février 2009 à Gennevilliers. Johan Asherton y interprète notamment quelques reprises de Townes Van Zandt, Tim Hardin ou encore Jackson C. Frank.
En 2010 parait High Lonesomes, un album de onze reprises où il rend hommage à ses songwriters favoris comme Gene Clark, Gram Parsons, Bob Dylan, Townes Van Zandt, David Blue, Tim Hardin, et Jackson C. Frank, entre autres.
La même année, les deux albums de son premier groupe The Froggies sont réédités en CD sous le titre Leather And Lace - An Anthology of The Froggies.
C'est au printemps 2012 que sort The House Of Many Doors. Pour cet opus de onze nouveaux titres, Johan Asherton s'est entouré d'Eléonore Chomant (chant), Laurent Pardo (guitare), Sarah Smith (violon), Tim Smith (guitare) et Geoff Grimes (orgue).
Puis Johan Asherton se produit régulièrement en trio sous le nom de "Johan Asherton and The High Lonesomes" avec Stephane Dambry (dobro, mandoline, bouzouki, banjo, chant) et Eleonore Chomant (chant, violoncelle, mandoline, percussions). De 2012 à 2014, ils donnent quelques concerts en France, en Grande Bretagne et aux Pays-Bas.
Début 2015, Johan Asherton ressort les guitares électriques. Il revient avec un nouvel album baptisé du nom de son nouveau groupe : Johan Asherton's Diamonds. Il renoue ainsi avec ses racines rock and roll et nous livre un album électrique où se côtoient ballades et rocks solides. Il puise dans ses références (Rolling Stones, T-Rex, Lou Reed, entre autres), mais les compositions gardent sa marque de fabrique bien reconnaissable.
En 2017, son premier album "God's Clown" (1988) est réédité dans une version remastérisée augmentée de neuf titres bonus. Dans le même temps, son second album "Precious" (1989) figure dans la sélection des "100 plus grands albums français de tous les temps" du numéro hors série des Inrocks paru en septembre 2017.
Un nouveau mini-album 6 titres, intitulé "Froth", voit le jour fin 2017 sous le nom de The High Lonesomes. Il s'agit d'un travail collectif entre Johan Asherton, Stéphane Dambry et Eléonore Chomant.
En mars 2018, Johan Asherton rend hommage à Leonard Cohen en reprenant dans une vidéo le titre "Stories Of The Streets". Il y est accompagné par le musicien Lillois Jean-Bernard Hoste à la guitare slide électrique.
C'est en mai 2020 que parait l'album "Passiontide", un recueil de dix nouvelles chansons. Johan Asherton reste fidèle au folk/rock qui lui est cher, dans le sillage des légendes du Songwriting comme Lou Reed ou Leonard Cohen. Pour ce nouvel album, il s'est entouré des multi-instrumentistes Stéphane Dambry et Gene Clarksville, Sarah Barnwell et Frédéric Jouhannet (violons), Loïc Kohler (basse), Cédric David (batterie), Alice Bassié (contrebasse), Bénédicte Fleutry et Eva Dambry-Royou (chœurs).
Deux ans plus tard Johan Asherton va puiser dans ses archives pour dévoiler une facette méconnue de son parcours musical. À partir de la fin des années 1970, il s'intéresse à la musique électronique et commence à travailler sur des machines, dont un synthétiseur qu'il a lui même construit, passant des heures à enregistrer de la musique instrumentale. En 1981, son ami Claude Arto, figure de la scène électro parisienne à l'époque, lui offre l'occasion d'enregistrer. Mais les bandes resteront dans l'oubli, la carrière de Johan Asherton ayant pris un autre tournant avec les Froggies. Plus de quarante ans après, sept titres instrumentaux issus de ces sessions d'enregistrement voient le jour sur l'album "Machines Médiévales", sorti sur le label EDK Records.
En 2024, quatre ans après « Passiontide » et ses accents folk-rock, Johan Asherton revient avec « Matinee Idols », album en forme d’hommage à l’âge d’or du cinéma hollywoodien.
Sur ce 16ème album solo, résolument plus électrique et lumineux, Johan pose sa voix grave et chaude au fil de dix nouvelles chansons, passant du pur rock’n’roll à des ambiances de cabaret ou des ballades crépusculaires .
Entièrement réalisé à Rouen, sa ville d’adoption depuis de nombreuses années, Johan y retrouve son fidèle complice multi instrumentiste Stéphane Dambry, épaulé par la rythmique sobre de Loïc Kohler et Cédric David, ainsi que par Gene Clarksville qui coproduit l’album avec Stéphane et Johan.
On y retrouve également des invités comme la chanteuse Mohini, le pianiste Tony Baker , la choriste Eva Dambry-Royou, le violoniste Frederic Jouhannet et la violoncelliste Mathilde Poinsignon.
Un an après "Matinee Idols " et ses arrangements chatoyants , Johan Asherton revient en mode dépouillé avec "On With The Flow", pour nous proposer une série de titres en versions acoustiques enregistrée sur une période de 30 ans lors de l’émission de radio BAM BALAM sur RCV99.FM -Lille.

## L’univers de Johan Asherton
Johan Asherton puise son inspiration dans différents domaines artistiques. Il y a d’abord la littérature et la poésie romantique, à travers des auteurs comme Maupassant, Théophile Gautier, Thomas Hardy, Ann Radcliffe ou Elizabeth Siddal. Il s’intéresse également beaucoup aux peintres du mouvement préraphaélite, ou encore au cinéma à travers des réalisateurs comme Werner Herzog, Luchino Visconti ou Mike Leigh.
En mêlant toutes ces influences, Johan Asherton s’est créé un univers musical qui lui est propre, une sorte de folk romantique, sombre, peuplé de mythes et de légendes.
Mais au delà de cette facette folk purement acoustique et intimiste, l'univers musical de Johan Asherton est assez vaste, allant de toute la musique pop-rock des années 60-70 à la musique électronique.

## Johan Asherton et la France
Johan Asherton est un artiste français. Sa particularité réside dans le fait qu’il chante exclusivement en anglais. Bien qu’il se produise très régulièrement en France ou à l’étranger depuis le début de sa carrière, ses concerts restent des évènements plutôt confidentiels et intimistes. En dépit de sa longue carrière, de plus d’une dizaine d’albums, de nombreux concerts et participations régulières à des festivals, il reste un artiste inconnu des grands médias. Malgré cela, Johan Asherton demeure une référence dans l'univers du Folk en France et au delà. La presse spécialisée ne manque pas d'éloges à son sujet, et sa musique y est régulièrement encensée.

## Discographie en groupes
- 1984 : Hour Of The Froggies (The Froggies)
- 1985 : Get Frogg’d (The Froggies)
- 1988 : Showdown (Liquid Gang)
- 2010 : Leather And Lace - An Anthology of The Froggies (The Froggies)
- 2015 : Johan Asherton's Diamonds (Johan Asherton's Diamonds)
- 2017 : Froth (The High Lonesomes)

## Discographie en solo
- 1988 : God’s Clown
- 1989 : Precious
- 1991 : El Viaje Sentimental (compilation)
- 1993 : The Night Forlorn
- 1995 : The Moon, Soon
- 1996 : Under The Weather
- 1998 : Bluesology
- 2000 : Johan… Ou Les Cendres Amères (compilation)
- 2000 : Trystero’s Empire
- 2002 : Phantastes (série de poèmes de George McDonald mis en musique)
- 2002 : Diary Of A Perfumed Clown (sessions d'enregistrement de God's Clown)
- 2003 : A Place To Hide For Everyone (Anthologie 1992-1996)
- 2005 : Amber Songs
- 2006 : Live At Canal 93
- 2007 : Cosmic Dancer: A Tribute To Marc Bolan
- 2009 : Live At Cinema Jean Vigo
- 2010 : High Lonesomes
- 2012 : The House Of Many Doors
- 2017 : God's Clown (ré-édition en version remastérisée de son premier album augmentée de 9 titres bonus)
- 2020 : Passiontide
- 2022 : Machines Médiévales
- 2024 : Matinee Idols
- 2025 :  On With The Flow (radio sessions live 1993-2024)

## Participations et hommages
- 1986 : Guitare solo sur le maxi de Peter Dayton "Back in My Arms/Detecto".
- 1987 : Guitare électrique sur le titre "Le Seul Garçon Sur Terre" de l'album de Daniel Darc "Sous Influence Divine"
- 1988 : Guitare acoustique sur le 45trs "La Ville" de Daniel Darc.
- 2009 : Sortie d'une chanson-hommage "Johan & Elliott" par le songwriter français Jessepop.

## Œuvres écrites
- 1991 : Cendres amères (recueil de poèmes et dessins)
- 1993 : Le Souvenir (plaquette offerte avec "The Night Forlorn")
- 1995 : Marc Bolan & T.Rex: Histoire d'un garçon du XXe siècle (Biographie de Marc Bolan)
- 2001 : Un prince de fumée (recueil de poèmes en français)